# Japon aux Jeux olympiques d'été de 1988
Le Japon participe aux Jeux olympiques d'été de 1988 à Séoul en Corée du Sud. 255 athlètes japonais, 186 hommes et 69 femmes, ont participé à 166 compétitions dans 29 sports. Ils y ont obtenu 14 médailles : 4 d'or, 3 d'argent et 7 de bronze.

## Médailles
| Médaille | Discipline            | Épreuve                                       | Athlète                                                                                          | Performance | Date |
| -------- | --------------------- | --------------------------------------------- | ------------------------------------------------------------------------------------------------ | ----------- | ---- |
| Or       | Judo                  | Homme - Plus de 95 kg                         | Hitoshi Saito                                                                                    |             |      |
| Or       | Natation              | 100 m dos hommes                              | Daichi Suzuki                                                                                    |             |      |
| Or       | Lutte                 | Lutte libre - Poids super-mouche -48 kg       | Takashi Kobayashi                                                                                |             |      |
| Or       | Lutte                 | Lutte libre - Poids mouche 48-52 kg           | Mitsuru Satō                                                                                     |             |      |
| Argent   | Lutte                 | Lutte libre - Poids mi-lourds, 82-90 kg       | Akira Ōta                                                                                        |             |      |
| Argent   | Lutte                 | Lutte gréco-romaine - Poids mouches, 48-52 kg | Atsuji Miyahara                                                                                  |             |      |
| Argent   | Tir                   | Pistolet sportif 25 m - Femmes                | Tomoko Hasegawa                                                                                  |             |      |
| Bronze   | Judo                  | Homme - Moins de 60 kg                        | Shinji Hosokawa                                                                                  |             |      |
| Bronze   | Judo                  | Homme - Moins de 65 kg                        | Yosuke Yamamoto                                                                                  |             |      |
| Bronze   | Judo                  | Homme - Moins de 86 kg                        | Akinobu Osako                                                                                    |             |      |
| Bronze   | Gymnastique           | Concours par équipes hommes                   | Takahiro Yamada Hiroyuki Konishi Toshiharu Sato Daisuke Nishikawa Koichi Mizushima Yukio Iketani |             |      |
| Bronze   | Gymnastique           | Sol hommes                                    | Yukio Iketani                                                                                    |             |      |
| Bronze   | Natation synchronisée | Solo                                          | Mikako Kotani                                                                                    |             |      |
| Bronze   | Natation synchronisée | Duo                                           | Mikako Kotani / Miyako Tanaka                                                                    |             |      |